# Inger Marie Plum
Inger Marie Plum (født 9. april 1889 i København, død 2. september 1965 i København) var en dansk erhvervskvinde.
Hun var datter af grosserer Sophus Munk Plum (1847-1904) og Antonie Christine Elisabeth Marie Christiansen (1859-1910) og var født ind i den kendte Plum-slægt. Hun var det sjette barn ud af en store søskendeflok på 15, og da hun var færdig med skolen, tog hun 21 år gammel faglærerindeeksamen i historie på N. Zahles Seminarium. Samme år døde hendes moder imidlertid, og da faderen også var gået bort, måtte hun tage sig af sine ni yngste søskende, der ikke var myndige.
Samtidig hjalp hun sin ældre broder Paul Plum i hans smørengrosvirksomhed, som han havde videreført fra faderen, men som han i 1925 var nødsaget til at afstå til firmaet E.F. Esmann. To år senere havde han imidlertid etableret sin egen virksomhed under navnet P.M. Plum Eksport-Kompagni.
1931 blev hun medlem af selskabets bestyrelse, året efter prokurist, og da broderen døde i 1934, overtog hun ledelsen af firmaet og løste samtidig grossererborgerskab. Hun nød anerkendelse i en ellers helt mandsdomineret branche, og hun fik plads i to af de centrale faglige udvalg, Børsens Smørbedømmelsesudvalg og Smørnoteringsudvalget. Efter 2. verdenskrig betød, at tyngdepunktet i virksomhedens specialisering blev ændret fra smøreksport til eksport af kødkonserves. I 1960 lod hun sit firma indgå som datterselskab i konserveskoncernen Hafnia, og året efter trak hun sig helt ud af virksomheden.
Hun var også slægtshistorisk interesseret og skrevet bidrag til Metropolitanerbogen, 1939, udgav i 1959 Anetavle for 9 søskende Christiansen fra Flensborg om sin moders slægt og skrev en mindre afhandling om Plumfamiliens bidrag til den danske smørhandels historie i Erhvervshistorisk Årbog 1964.